# Akryl (malarstwo)

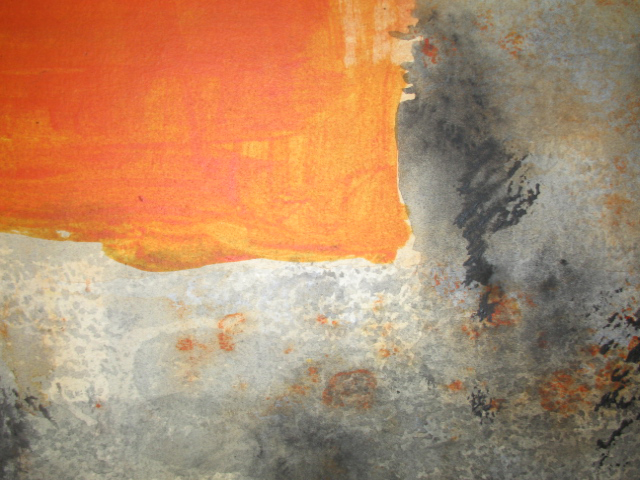
Akryl na papierze, detal

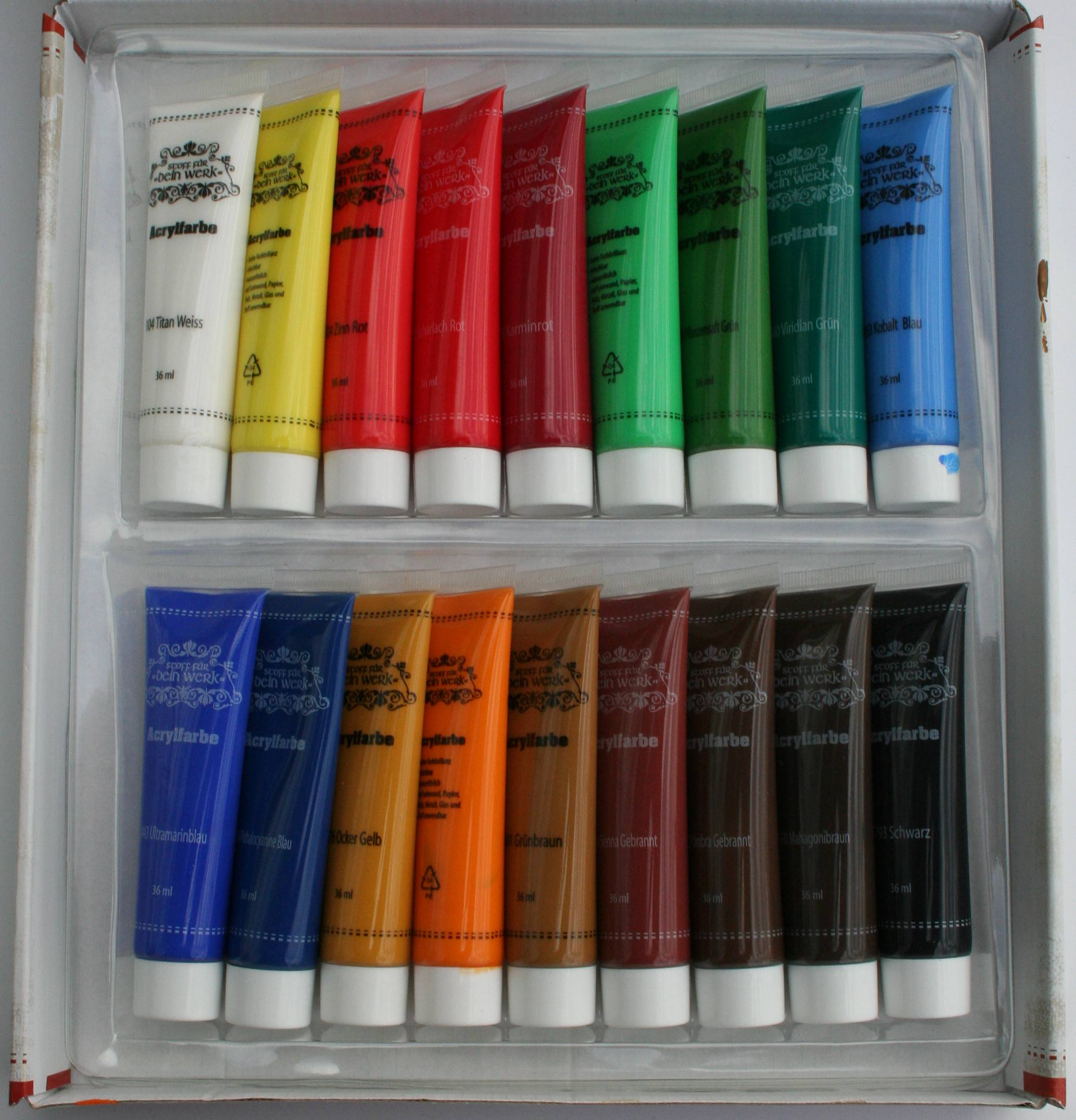
Zestaw farb akrylowych

Akryl, malarstwo akrylowe – medium artystyczne wykorzystujące farby akrylowe.
Farby używane do tworzenia obrazów mogą występować w postaci zawiesiny (uzyskuje się wówczas efekt podobny do akwareli i gwaszu, za pomocą akrylu trudniej jest jednak uzyskać lekkość charakterystyczną dla tych technik) lub w formie rozpuszczonej w rozpuszczalnikach organicznych (wówczas uzyskuje się efekt podobny do malarstwa olejnego; farby akrylowe dają jednak mniej swobody w nadawaniu obrazom faktury). Farba akrylowa w spreju służy do wykonywania grafitti.